# جوزيف بوليو
جوزيف بوليو هو معلم موسيقى وعازف بيانو وملحن كندي، ولد في 21 مايو 1895 في Mattawa, Ontario ‏ في كندا، وتوفي في 1 أكتوبر 1965 في نورث باي في كندا.

## وصلات خارجية
- جوزيف بوليو على موقع ميوزك برينز (الإنجليزية)
- جوزيف بوليو على موقع ديسكوغز (الإنجليزية)